# Rašbam
Rabi Šmu'el ben Me'ir (hebrejsky רבי שמואל בן מאיר‎), známější pod hebrejským akronymem Rašbam (? 1085, Ramerupt - ? 1160, tamtéž), byl středověký židovský učenec, komentátor Bible a tosafista, vnuk Raši. Nejvýznamnější představitel tzv. pšatového výkladu.